# Daniel Reeves
Daniel Reeves, auch Dan Reeves (* 1948 in Washington, D.C.), ist ein US-amerikanischer Kameramann und Videokünstler.

## Leben und Werk
Daniel Reeves wurde 1948 in Washington D.C. geboren. 1968 überlebte er einen Hinterhalt während einer Tet-Offensive im Vietnamkrieg.
Er erlangte 1976 den Bachelor am Ithaca College. Seit 1979 arbeitet Reeves als Videokünstler. Sowohl seine Videos als auch seine Videoinstallationen und Multimediaarbeiten greifen häufig die Themen Vietnam, den spanischen Bürgerkrieg, Kindesmissbrauch, Gewalt in der Familie, den Golfkrieg, Atomkrieg und die Umweltzerstörung auf.

## Videos
- 1981: Smothering Dreams
- 1983: Amida
- 1984: Sabda
- 1986: A Mosaic for the Kali Yuga
- 1986: Ganapati/A Spirit in the Bush
- 1988: Sombra a Sombra
- 1995: Obsessive Becoming
- 1998: Wir bedauern, Ihnen mitteilen zu müssen (Kamera)[4][5]

## Ausstellungen
Videoarbeiten von Reeves sind international gezeigt worden, zu nennen sind: Tokyo Video Festival, Japan; San Sebastian Video Festival, Spanien; American Film Institute National Video Festival, Los Angeles; documenta 8, Kassel, Deutschland; Edinburgh International Film Festival, Schottland; the Internationales Filmfestival von Locarno, Schweiz; Institute of Contemporary Art, Boston; Whitney Biennial, New York; Louvre, Paris; die Tate Gallery, London; The High Museum of Art, Atlanta.

## Auszeichnungen
Unter den Auszeichnungen, die Reeves erhalten hat, sind sechs des National Endowment for the Arts, drei des New York State Council on the Arts, ein Guggenheim-Stipendium und ein United States/Japan Stipendium.